# أولاد احميدة بن اسعيد (بطيوة)
أولاد احميدة بن اسعيد هو دُوَّار يقع بجماعة مولاي عبد الله، إقليم الجديدة، جهة الدار البيضاء سطات في المملكة المغربية. ينتمي الدوّار لمشيخة بطيوة التي تضم 16 دوار. يقدر عدد سكانه بـ 493 نسمة حسب الإحصاء الرسمي للسكان والسكنى لسنة 2004.

## روابط خارجية
- البوابة الوطنية للجماعات الترابية
- المندوبية السامية للتخطيط